# 安川宙志
安川 宙志（やすかわ ひろし）は日本の作曲家、イズム代表取締役。大阪府大阪市出身。

## 経歴
5歳よりヴァイオリンを始める。同志社大学卒業と同時にジャズトリオで活動後来京、世良譲トリオを結成。朝日ジュニアオーケストラのレギュラーメンバーとなり、テレビ出演など含め音楽活動を開始。トゥーツ・シールマンス、ハーブ・オオタ、松岡直也等様々なアーティストのアルバムにプレーヤーとして参加。その後、スタジオ及びステージワークに拠点を移し、数万曲のレコーディングやステージ演奏に参加し、東京音楽祭、世界歌謡祭を8年間サポート。更にIT企業・イズムを経営し、ネット関連の様々な仕事を展開している。

## 担当作品

### テレビバラエティー
- 「クイズ100人に聞きました」
- 「上岡龍太郎がズバリ!」
- 「料理バンザイ!」

### CM曲
- ソニー
- YKK

## 楽曲提供作品
- 石立鉄男・山内絵美子
  - 「優しさゲーム」（1983年／編曲） ※安川ひろし名義
  - 「チェイス」（1983年／編曲） ※安川ひろし名義

- 児島未散
  - 「水平線の想い」（1992年／作曲）

- 多岐川裕美
  - 「夜の匂い」（1979年／作曲） ※安川ひろし名義
  - 「南の夜のおはなし」（1981年／作曲・編曲） ※安川ひろし名義
  - 「踊り子A」（1981年／作曲・編曲） ※安川ひろし名義

- 渕上史貴
  - 「夢で終らせない…」（1996年／作曲）
  - 「氷のまなざし」（1996年／作曲）
  - 「ケ・セラ・セラ」（1998年／作曲・編曲）
  - 「ピアス」（1998年／作曲・編曲）
  - 「ヘイヘイヘイヘイ ヘイヘイヘイヘイ」（1998年／作詞・作曲）
  - 「国をつくろう…LuLa」（1998年／作詞・作曲）
  - 「Treasure in Heart」（1998年／作詞・作曲）
  - 「君待宵…」（1998年／作詞・作曲）

## TV出演
- 「11PM」